# Angelo Farrugia

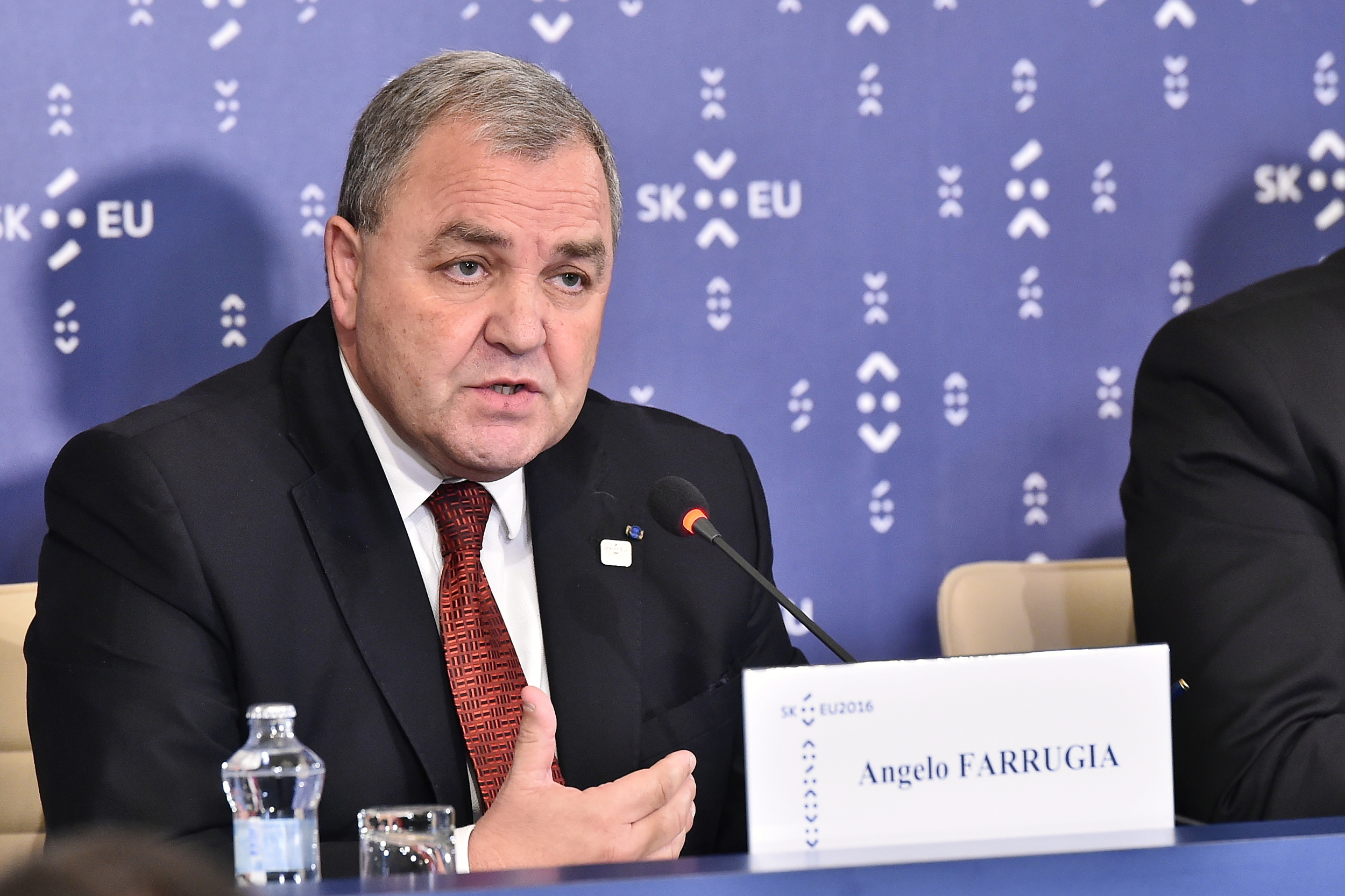
Angelo Farrugia (2016)

Angelo Farrugia, auch Anġlu Farrugia (* 29. Dezember 1955 in Mosta) ist ein maltesischer Politiker der Partit Laburista und seit dem 6. April 2013 Sprecher (Vorsitzender) des Repräsentantenhauses Maltas.

## Biografie
Farrugia arbeitete ab 1977 als Polizist (zuletzt als Police Superintendent) und studierte daneben ab 1987 Rechtswissenschaften an der Universität Malta. Er gehört seit 1996 für die Partit Laburista dem Repräsentantenhaus an. Im April 2013 wurde er Sprecher des Repräsentantenhauses und damit Nachfolger von Michael Frendo.